# Copa Confraternidad Iberoamericana 1965
La Copa Confraternidad Iberoamericana 1965, conocida también como Torneo de Buenos Aires - Copa Amistad 1965 o simplificado como Copa Amistad 1965, fue la segunda edición del torneo amistoso celebrado por el Club Atlético River Plate. Fue disputado en agosto de 1965 en Buenos Aires, Argentina.
En él participaron cuatro equipos: Club Atlético River Plate y Club Atlético Boca Juniors de Argentina, Santos Futebol Clube de Brasil, y Real Madrid Club de Fútbol de España. Disputado en formato de eliminatorias, venció el torneo el elenco brasileño al derrotar en la final al anfitrión C. A. River Plate por 2-1. Los goles de fueron marcados por Coutinho Vieira y Dorval Rodrigues para el conjunto paulista; mientras que Juan Carlos Sarnari anotó para los argentinos.

## Desarrollo

### Formato
Al igual que en su primera edición, todos los partidos fueron disputados en el Estadio Monumental. Se disputó en formato de eliminación directa; con semifinales, desempate por el tercer lugar, y final.
En caso de registrarse un empate en las eliminatorias clasificaba el equipo que hubiese registrado mayor cantidad de saques de esquina a favor. Hubo que recurrir a esta situación en la primera semifinal que favoreció al C. A. River Plate. En caso de empate en los partidos definitorios de la final y el tercer puesto se debían disputar dos tiempos extras de 15 minutos cada uno, o en su defecto, otro partido al día siguiente.

### Participantes
| Participantes              |                                                  |
| Club                       | (Condición)                                      |
| Club Atlético River Plate  | Campeón momentáneo de Argentina 1965 (Anfitrión) |
| Club Atlético Boca Juniors | Campeón de Argentina 1964 (Invitado)             |
| Santos Futebol Clube       | Campeón de Brasil 1964 (Invitado)                |
| Real Madrid Club de Fútbol | Campeón de España 1964-65 (Invitado)             |

## Fase final

### Eliminatorias
|  | Semifinales                      | Semifinales                      |   |                                   | Final                             | Final |  |
|  |                                  |                                  |   |                                   |                                   |       |  |
|  |                                  |                                  |   |                                   |                                   |       |  |
|  | 8 de agosto - Estadio Monumental |                                  |   |                                   |                                   |       |  |
|  | C. A. River Plate                | 0                                |   |                                   |                                   |       |  |
|  | Real Madrid C. F.                | 0                                |   |                                   |                                   |       |  |
|  |                                  |                                  |   |                                   |                                   |       |  |
|  |                                  |                                  |   |                                   | 12 de agosto - Estadio Monumental |       |  |
|  |                                  |                                  |   |                                   | C. A. River Plate                 | 1     |  |
|  |                                  | Santos F. C.                     | 2 |                                   |                                   |       |  |
|  |                                  |                                  |   |                                   |                                   |       |  |
|  |                                  |                                  |   |                                   |                                   |       |  |
|  |                                  |                                  |   |                                   | Tercer lugar                      |       |  |
|  | 8 de agosto - Estadio Monumental | 8 de agosto - Estadio Monumental |   | 12 de agosto - Estadio Monumental | 12 de agosto - Estadio Monumental |       |  |
|  | C. A. Boca Juniors               | 1                                |   | C. A. Boca Juniors                | 1                                 |       |  |
|  | Santos F. C.                     | 4                                |   |                                   | Real Madrid C. F.                 | 3     |  |

### Resultados
| Semifinal; 8 de agosto de 1965                                                        | C. A. River Plate | 0:0 (5:3) | Real Madrid C. F. | Estadio Monumental, Buenos Aires |                               |
|                                                                                       | J.C. Lallana      |           |                   | Árbitro(s): Aurelio Bossolino    | Árbitro(s): Aurelio Bossolino |
| Clasificado el club argentino por mayor número de saques de esquina realizados (5-3). |                   |           |                   |                                  |                               |

| Semifinal; 8 de agosto de 1965 | C. A. Boca Juniors           | 1:4 | Santos F. C.                     | Estadio Monumental, Buenos Aires |                            |
|                                | Menendez 73' · Alfredo Rojas |     | Pelé 7', 27' · Coutinho 30', 89' | Árbitro(s): R. Goicoechea.       | Árbitro(s): R. Goicoechea. |

| Tercer puesto; 12 de agosto de 1965 | C. A. Boca Juniors | 1:3 | Real Madrid C.F.                          | Estadio Monumental, Buenos Aires |                          |
|                                     | Rojas 85'          |     | Ramón Grosso 38' · Ferenc Puskás 80', 87' | Árbitro(s): M. Comesaña.         | Árbitro(s): M. Comesaña. |

| Final; 12 de agosto de 1965 | C. A. River Plate | 1:2 | Santos F. C.                     | Estadio Monumental, Buenos Aires |                            |
|                             | J.C. Sarnari 8'   |     | Coutinho 10' · Dorval 22' · Zito | Árbitro(s): Ángel Coerezza       | Árbitro(s): Ángel Coerezza |

|                      |
| Campeón Santos F. C. |

## Finalización del torneo
Tras la conclusión de esta segunda edición y con la ya afamada y asentada Copa Intercontinental celebrada conjuntamente por la CONMEBOL y la UEFA de carácter oficial, que enfrentaba a los campeones continentales de ambos territorios dejó de celebrarse este torneo amistoso. Pese a algunas instancias que solicitan el reconocimiento oficial de este torneo, el estamento sudamericano no lo considera una competición oficial por haber sido organizado por un club en ámbito privado como amistoso.
Esta competición sirvió de inspiración para la creación de la Copa Iberoamericana, torneo oficial organizado en conjunto por la CONMEBOL y la RFEF.